# 정사 : 친구의 엄마
《정사 : 친구의 엄마》는 2017년에 개봉한 대한민국의 멜로/로맨스 영화다.

## 출연

### 주연
- 김지연
- 리사
- 김승구

## 같이 보기
- 섹스가 다이어트에 미치는 영향[부산시]코로나19 재택치료 이렇게 바뀝니다. (상세내용 링크참조)

부산광역시 카카오톡채널 http://pf.kakao.com/_xfwihE/93033929